# براد إيدلمان
براد إيدلمان (بالإنجليزية: Brad Edelman)‏ هو لاعب كرة قدم أمريكية أمريكي، ولد في 3 سبتمبر 1960 في جاكسونفيل في الولايات المتحدة.

## وصلات خارجية
- براد إيدلمان على موقع مرجع كرة القدم المحترفة.كوم (الإنجليزية)